# Acacia cymbispina
Acacia cymbispina é uma espécie de leguminosa do gênero Acacia, pertencente à família Fabaceae.